# Tiger Conway (wrestler 1932)
Plasse Dennis Bradford Conway, noto con il ring name Tiger Conway o Tiger Conway senior (Shreveport, 4 agosto 1932 – Houston, 13 novembre 2006), è stato un wrestler statunitense.
A causa delle leggi di segregazione razziale nel wrestling vigenti all'epoca negli Stati Uniti, egli fu costretto a lottare esclusivamente contro altri afroamericani per la maggior parte della sua carriera.
Successivamente suo figlio utilizzò lo stesso pseudonimo, facendosi chiamare Tiger Conway junior. 

## Vita privata
Conway sposò Inita Conway, e la coppia rimase sposata per 56 anni fino alla morte di lui. Nel novembre 2006, Conway ebbe un infarto e fu colpito da un aneurisma cerebrale. Egli morì il 13 novembre 2006 a Houston.

## Titoli
- NWA Southwest Sports
  - NWA Texas Negro Championship (1)
- Professional Wrestling Hall of Fame and Museum
  - Classe del 2021 - TV Era